# Lehmanniella huanucensis
Lehmanniella huanucensis är en gentianaväxtart som beskrevs av J.E. Simonis och P.J.M. Maas. Lehmanniella huanucensis ingår i släktet Lehmanniella och familjen gentianaväxter. Inga underarter finns listade i Catalogue of Life.